# Сільвія Талая
Сільвія Талая (хорв. Silvija Talaja; нар. 14 січня 1978) — колишня хорватська тенісистка.
Найвищу одиночну позицію рейтингу WTA — ранг 18 досягнула 29 травня 2000 року.
Завершила кар'єру 2006 року.

## Фінали турнірів WTA

### Одиночний розряд: 6 (2 титули, 4 поразки)
| Результат | W/L | Дата     | Турнір                                               | Покриття | Опонент          | Рахунок       |
| --------- | --- | -------- | ---------------------------------------------------- | -------- | ---------------- | ------------- |
| Поразка   | 0–1 | Тра 1996 | Bol, Хорватія                                        | Ґрунт    | Глорія Піццікіні | 2–6, 0–6      |
| Поразка   | 0–2 | Чер 1999 | Гертогенбос, Нідерланди                              | Трава    | Крістіна Бранді  | 0–6, 6–3, 1–6 |
| Поразка   | 0–3 | 1999     | Gastein Ladies, Австрія                              | Ґрунт    | Каріна Габшудова | 6–2, 4–6, 4–6 |
| Перемога  | 1–3 | Січ 2000 | Thalgo Australian Women's Hardcourts 2000, Австралія | Тверде   | Кончита Мартінес | 6–0, 0–6, 6–4 |
| Перемога  | 2–3 | Тра 2000 | Страсбург, Франція                                   | Ґрунт    | Ріта Куті-Кіш    | 7–5, 4–6, 6–3 |
| Поразка   | 2–4 | Жов 2002 | Токіо, Японія                                        | Тверде   | Джилл Крейбас    | 6–2, 4–6, 4–6 |

### Парний розряд: 4 (1 титул, 3 поразки)
| Результат | W/L | Дата     | Турнір                              | Покриття | Партнер                   | Опоненти                                      | Рахунок  |
| --------- | --- | -------- | ----------------------------------- | -------- | ------------------------- | --------------------------------------------- | -------- |
| Поразка   | 0–1 | Тра 2002 | 2002, Польща                        | Ґрунт    | Євгенія Куликовська       | Генрієта Надьова Єлена Костанич-Тошич         | 1–6, 1–6 |
| Перемога  | 1–1 | Лип 2003 | Orange Warsaw Open, Польща          | Ґрунт    | Тетяна Перебийніс         | Марет Ані Лібуше Прушова                      | 6–4, 6–2 |
| Поразка   | 1–2 | Сер 2003 | Nordea Nordic Light Open, Фінляндія | Ґрунт    | Перебийніс Тетяна Юріївна | Куликовська Євгенія Борисівна Олена Татаркова | 2–6, 4–6 |
| Поразка   | 1–3 | Січ 2005 | Паттая, Таїланд                     | Тверде   | Марта Домаховська         | Роса Марія Андрес Родрігес Андрея Ехрітт-Ванк | 3–6, 1–6 |

## Результати особистих зустрічей
- Анке Губер 3-0
- Мартіна Хінгіс 3-0
- Анна Курникова 0-1
- Домінік Монамі 1-0
- Сільвія Фаріна-Елія 7-2
- Ліндсі Девенпорт 1-0
- Дженніфер Капріаті 2-1
- Аранча Санчес Вікаріо 2-1
- Олена Дементьєва 1-0
- Серена Вільямс 1-0